# ألبرت جينينغز فاونتن
ألبرت جينينغز فاونتن هو صحفي ومحامي وقاضي وسياسي أمريكي، ولد في 23 أكتوبر 1838 في جزيرة ستاتن في الولايات المتحدة، وتوفي في 1 فبراير 1896 في مقاطعة دونا أنا في الولايات المتحدة. نشط حزبياً في الحزب الجمهوري. وقد انتخب عضو مجلس ولاية تكساس ‏.